# Thorkil Kristensen
Thorkil Kristensen (* 9. Oktober 1899 in Fløjstrup, Vejle, Dänemark; † 26. Juni 1989) war ein dänischer Politiker der Venstre. Er war von 1945-47 und von 1950-53 Finanzminister Dänemarks.

## Biografie
Kristensen absolvierte 1919 zunächst die Wirtschaftsschule und danach die Volkshochschule von Askov. Nach dem Erwerb des Baccalauréat 1922 studierte er Politikwissenschaften und Wirtschaftswissenschaften an der Universität Kopenhagen und schloss dieses Studium 1927 ab.
Im Anschluss wurde er 1927 Assistenzprofessor an der Wirtschaftsschule Aarhus sowie an der Universität Kopenhagen. 1939 erhielt er einen Ruf als Professor für Wirtschaftswissenschaften, Unternehmen und Industrie an der Universität Aarhus und war dort tätig bis zu seiner Berufung zum Professor an der Copenhagen Business School 1947.
Daneben begann er 1945 eine politische Laufbahn mit der Wahl zum Abgeordneten des Folketing, in dem er bis 1960 die Interessen des rechts-liberalen Venstre vertrat.
Am 7. November 1945 ernannte ihn Ministerpräsident Knud Kristensen zum Finanzminister Dänemarks. Dieses Amt übte er bis zum Ende von Kristensens Amtszeit am 13. November 1947 aus.
Beim Antritt einer sozialdemokratischen Regierung wurde Hans Christian Hansen neuer Finanzminister, während Kristensen von 1947 bis 1949 in den Finanzausschuss des Folketing wechselte. Von 1949 bis 1958 war er Mitglied der Verfassunggebenden Versammlung des Europarates, und außerdem 1948–1960 Präsident der Außenpolitischen Gesellschaft.
Am 30. Oktober 1950 wurde er erneut Finanzminister und gehörte dem Kabinett von Ministerpräsident Erik Eriksen bis zum Ende von dessen Amtszeit am 30. September 1953 an. Während dieser Zeit führte er ein weitreichendes Sparprogramm zur Bekämpfung der Inflation ein und erhielt dafür den Spitznamen „Thorkil Livrem“.
Danach war er von 1953 bis 1960 wieder Mitglied des Finanzausschusses und zugleich des Auswärtigen Ausschusses des Folketing sowie Mitglied des Nordischen Rates. Daneben war er von 1956 bis 1960 Präsident der Nationalen Vereinigung zur Bekämpfung der Arbeitslosigkeit und darüber hinaus von 1958 bis 1960 Mitglied des Versicherungsrates.
1960 wurde er als Nachfolger von René Sergent Generalsekretär der OECD. Dieses Amt bekleidete er bis zu seiner Ablösung durch Emiel van Lennep am 30. September 1969. Gegen Ende seiner Amtszeit versuchte er im Februar 1969 durch die Verlängerung der Rückzahlungsfristen für Kredite eine Krise des Pfund Sterling im Vereinigten Königreich abzuwenden.
Im Anschluss war er 1970 Gründer des Instituts für Zukunftsforschung (Instituttet for Fremtidsforskning) und war anschließend bis 1988 dessen Direktor. In dieser Funktion warnte er im November 1984 vor weiteren Einschnitten der Regierung von Ministerpräsident Poul Schlüter, da dieser „mit seinen Ausgabenkürzungen schon an die Grenze gegangen sei. Ein Schritt weiter und der Wohlfahrtsstaat, wie wir ihn kennengelernt haben, ist zum Teufel“.

## Veröffentlichungen
Neben seinen wissenschaftlichen und politischen Tätigkeiten war er auch Verfasser von zahlreichen fachwissenschaftlichen Büchern. Zu seinen bekanntesten Veröffentlichungen gehören:
- “Danmarks Driftsregnskab”, 1930 (Nationales Rechnungswesen in Dänemark)
- “En Sikringsfond for Indskud i Sparekasser”, 1931 (Hinterlegung garantierter Staatspapiere in Sparkassen)
- “Undersøgelser af  kommunale Skattespørgsmaal”, 1935 (Studie kommunaler Steuerangelegenheiten)
- “Faste og variable Omkostninger”, 1939 (Konstante und variable Kosten)
- “Haandbog i Kredit- og hypoteksforeningsspørgsmaal”, 1944 (Handbuch der Grundstückskreditangelegenheiten)
- “De Europaciske markedsplaner”, 1958 (Planung des Europäischen Marktes)
- “The Economic World Balance”, 1960 (Das Gleichgewicht der Weltwirtschaft).